# クリスチャン・カレッジ・コンソーシアム
クリスチャン・カレッジ・コンソーシアム(英語: Christian College Consortium)は、米国にある13のキリスト教系大学によって構成されるコンソーシアム。加盟校同士で、奨学金、会議、交換プログラムを通じて相互協力を行っている。本部事務所はマサチューセッツ州のゴードン・カレッジ内に設置されている。 

## 歴史
1971年、福音主義大学10校が集まって創設された。1976年には姉妹団体としてクリスチャン・カレッジ連合（現キリスト教大学協議会）が創設。2団体は1982年に連合事務所がミネソタ州に移転するまでワシントンの事務所を共有していた。

## 加盟校
現在、13の大学が加盟している。 
- アズベリー大学
- ベテル大学
- ジョージ・フォックス大学
- ゴードン・カレッジ（英語版）
- グリーンビル大学
- ホートン・カレッジ（英語版）
- マローン大学（英語版）
- メサイヤ・カレッジ（英語版）
- シアトルパシフィック大学
- テイラー大学（英語版）
- トリニティ国際大学（英語版）
- ウェストモント大学
- ホイートン大学

## 活動
加盟校同士で学生訪問プログラムを展開している。このプログラムにより、加盟校の学生は他の加盟校の授業に特別な手続きなしで参加することができる。